# کنستانتین اوربلیان
کنستانتین آقابارونی اوربلیان (ارمنی: Կոնստանտին Աղապարոնի Օրբելյան؛ ۲۹ ژوئیهٔ ۱۹۲۸ – ۲۴ آوریل ۲۰۱۴) رهبر ارکستر استرادا دولتی ارمنستان، آهنگساز، و نوازنده پیانو اهل ارمنستان بود.
وی برندهٔ جوایزی همچون جایزه هنرمند مردمی اتحاد جماهیر شوروی (۱۹۷۹), هنرمند مردمی ارمنستان شوروی و نشان افتخار مسروپ ماشتوتس مقدس شده است.

## جوایز
- هنرمند مردمی ارمنستان شوروی

## نگارخانه

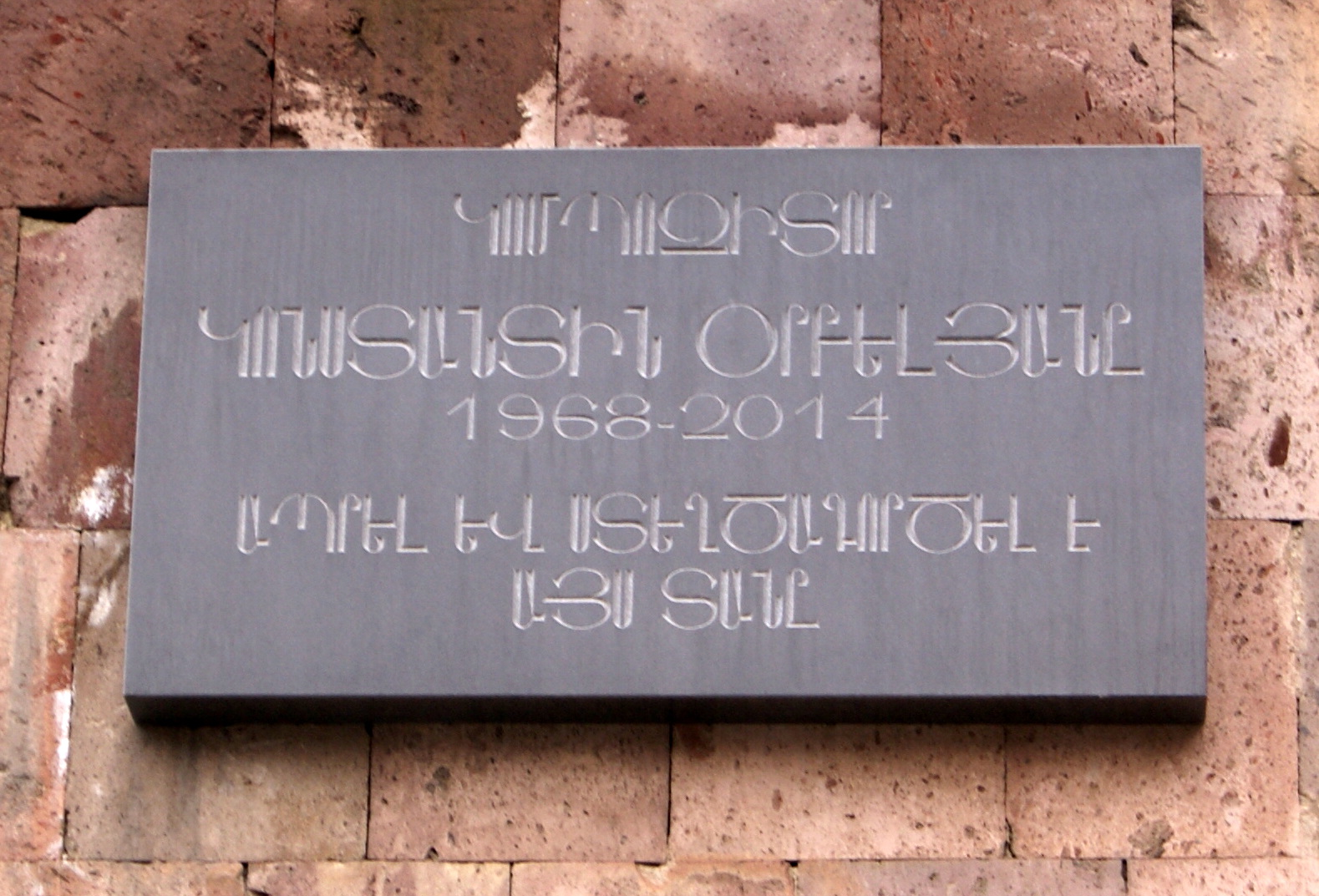

- پرونده:Konstantín Orbelián's Monument in Pantheon.jpgپ